# Tony Award de la meilleure reprise d'une comédie musicale
Le Tony Award de la meilleure reprise d'une comédie musicale (Tony Award for Best Revival of a Musical) est un prix décerné depuis 1994. Avant cette date, les reprises de pièces de théâtres et de comédies musicales étaient nommées ensemble sous le titre Tony Award de la meilleure reprise (Tony Award for Best Revival).

## Gagnants et nommés

### Années 1990
| - 1994: Carousel - Damn Yankees - Grease - She Loves Me - 1995: Show Boat - How to Succeed in Business Without Really Trying - 1996: Le Roi et moi - Le Forum en folie - Hello, Dolly! - Company | - 1997: Chicago - Annie - Candide - Once Upon a Mattress - 1998: Cabaret - 1776 - La Mélodie du bonheur - 1999: Annie du Far West - Little Me - Peter Pan - You're a Good Man, Charlie Brown |

### Années 2000
| - 2000: Kiss Me, Kate - Jesus Christ Superstar - The Music Man - Tango Argentino - 2001: 42nd Street - Bells Are Ringing - Follies - The Rocky Horror Show - 2002: Into the Woods - Oklahoma! - 2003: Nine - Gypsy - La Bohème - L'Homme de la Mancha - 2004: Assassins - Big River - Un violon sur le toit - Wonderful Town | - 2005: La Cage aux Folles - Pacific Overtures - Sweet Charity - 2006: The Pajama Game - Sweeney Todd - L'Opéra de quat'sous - 2007: Company - The Apple Tree - A Chorus Line - 110 in the Shade - 2008: South Pacific - Grease - Gypsy - Sunday in the Park with George - 2009: Hair - Guys and Dolls - Pal Joey - West Side Story |

### Années 2010
| - 2010 : La Cage aux Folles - Finian's Rainbow - A Little Night Music - Ragtime - 2011 : Anything Goes - How to Succeed in Business Without Really Trying - 2012 : Porgy and Bess - Evita - Follies - Jesus Christ Superstar - 2013 : Pippin - Annie - Drood - Cinderella - 2014 : Hedwig and the Angry Inch - Les Misérables - Violet | - 2015 : Le Roi et moi - On the Town - On the Twentieth Century - 2016 : The Color Purple - Un violon sur le toit - She Loves Me - L'Éveil du printemps - 2017 : Hello, Dolly! - Falsettos - Miss Saigon - 2018 : Once on This Island - Carousel - My Fair Lady - 2019 : Oklahoma! - Kiss Me, Kate |

### Années 2020
| - 2021 : Cérémonie reportée en raison de la pandémie de Covid-19. - 2022 : Company - Caroline, or Change - The Music Man - 2023 : Parade - Camelot - Into the Woods - Sweeney Todd: The Demon Barber of Fleet Street | - 2024 : Merrily We Roll Along - Cabaret at the Kit Kat Club - Gutenberg! The Musical! - The Who's Tommy - 2025 : Sunset Boulevard - Floyd Collins - Gypsy - Pirates! The Penzance Musical |